# Khỉ Dryas
Khỉ Dryas (danh pháp hai phần: Cercopithecus dryas) là một loài khỉ thuộc họ Khỉ Cựu thế giới. Loài này chỉ sinh sống ở lưu vực Congo, giới hạn ở tả ngạn sông Congo. Trước đây danh pháp loài khỉ này là Cercopithecus salongo (tên thông dụng khỉ Diana Zaire). Một số nguồn cũ hơn xem khỉ Dryas là một phân loài của khỉ Diana và phân loại là Cercopithecus diana dryas, nhưng nó cách biệt về địa lý từ bất cứ quần thể khỉ Diana được biết đến.